# Ko Pha Ngan
Pour les articles homonymes, voir KOH (homonymie).
Ko Pha Ngan ou Koh Phangan (en thaï : เกาะพะงัน) est une île du golfe de Thaïlande située au sud-est de la Thaïlande, juste à 15 km de l'île de Ko Samui, 45 km de l'île de Ko Tao et à environ 50 km des côtes. Elle appartient à la province de Surat Thani. Sa superficie est de 125 km2.
Koh Phangan est peuplée selon les dernières estimations par 13 500 habitants.

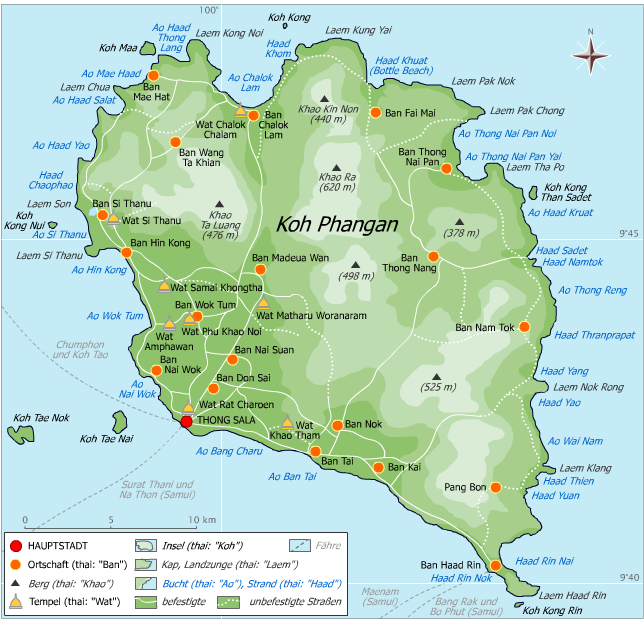
Carte de Ko Pha Ngan.

L'île est une destination touristique principalement connue pour ses magnifiques plages et sa nature.
En 2019, 1 million de touristes débarquent à Ko Pha Ngan ; en 2020 et 2021, le tourisme est réduit presque à néant à cause de la pandémie de Covid-19.
Le Parc national de Than Sadet-Ko Pha-Ngan (65.93 km2)  protège tout le nord-est de l'île, soit la moitié de l'île.
Koh Phangan est également connue pour la célèbre Full Moon Party. Cette fête de musique techno, qui se déroule tous les mois à la pleine lune, attire de 10 000 à 30 000 jeunes par mois.

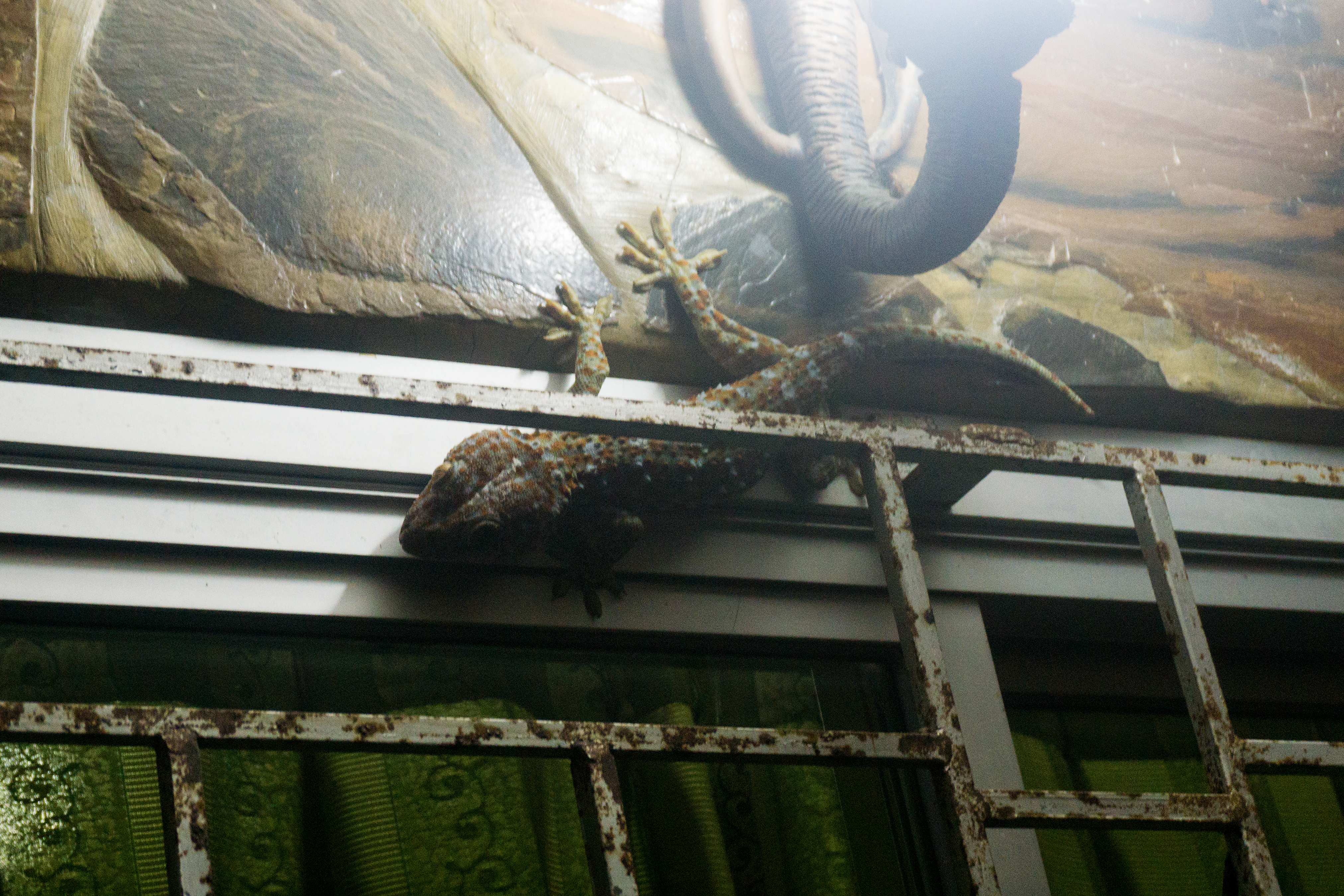
Gecko tokay

Nature
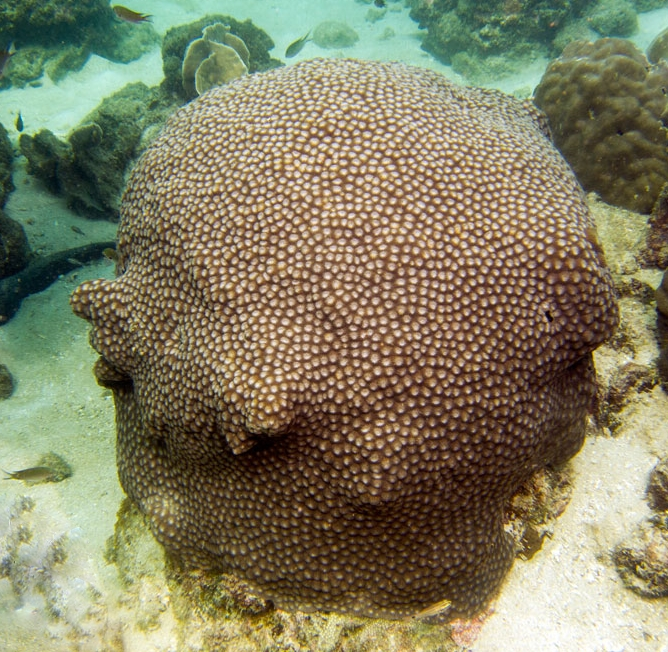
Magnifique corail diploastrea heliopora
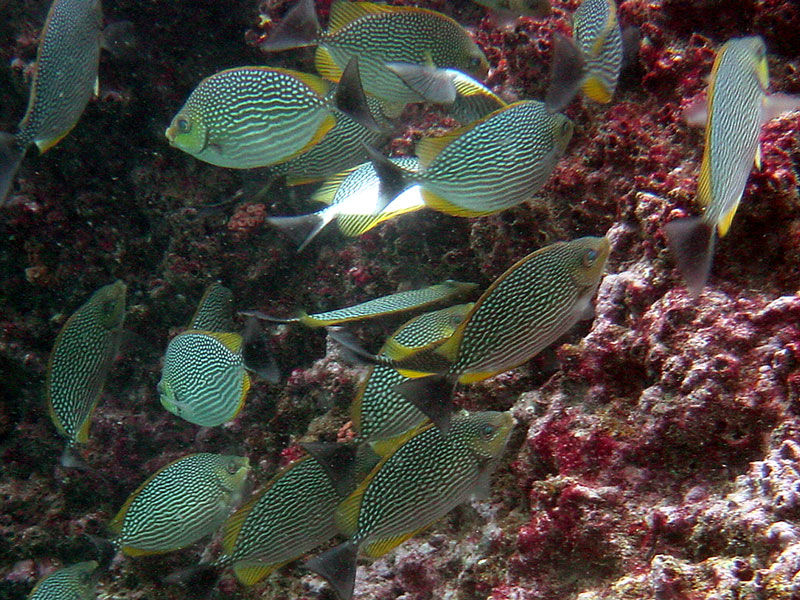
Sigans ondulés
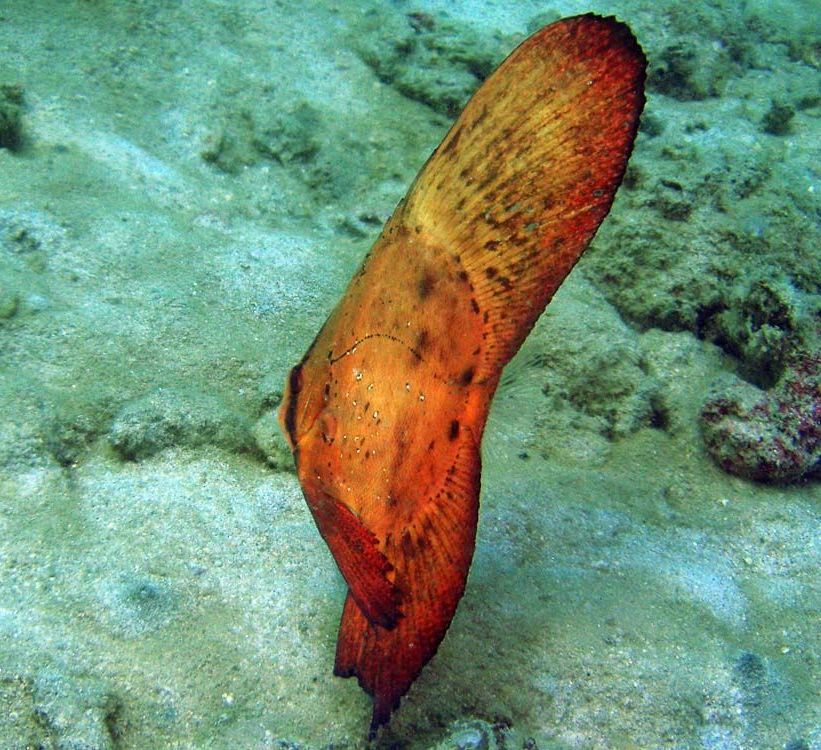
Platax rond juvénile
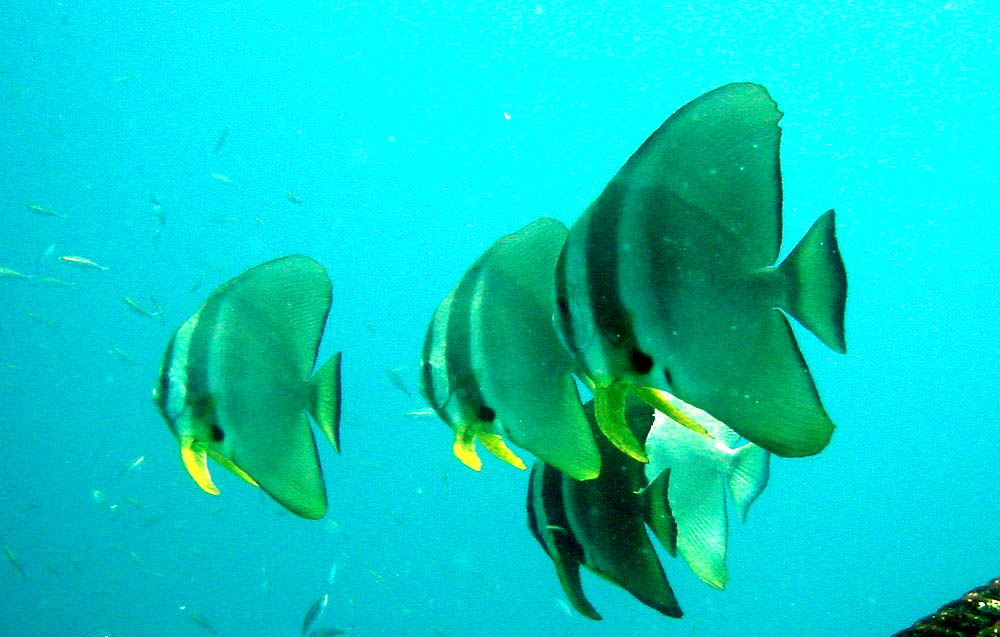
Platax à longues nageoires